# Hemimycale rhodus
Hemimycale rhodus är en svampdjursart som först beskrevs av Jörn Hentschel 1929.  Hemimycale rhodus ingår i släktet Hemimycale och familjen Hymedesmiidae.
Artens utbredningsområde är Svalbard. Inga underarter finns listade i Catalogue of Life.